# Bassano del Grappa
Bassano del Grappa är en stad och kommun i provinsen Vicenza i regionen Veneto i Italien. Kommunen hade 43 412 invånare (2018) och gränsar till kommunerna Campolongo sul Brenta, Cartigliano, Cassola, Conco, Marostica, Nove, Pove del Grappa, Romano d'Ezzelino, Rosà och Solagna. Där tillverkas spritdrycken grappa.